# Великий Карабчіїв
Вели́кий Карабчіїв — село в Україні, у Городоцькій міській територіальній громаді Хмельницького району Хмельницької області.

## Назва
Поселення на горі Городисько було зруйноване турецькими загарбниками, які, мабуть, тут деякий час жили. Про це свідчить назва села. Слово «Карабчіїв» у Тюркські мови означає «чорний ліс». А навколо села, на схилах гори Городисько, здавна були чорні, тобто дрімучі ліси. Правда, народна етимологія цієї назви інша. Кажуть, вона походить від того, що перші жителі села жили на горбах і «карабкались» на них, несучи воду з річки.

## Географія
У селі річка Лисогірка впадає у річку Смотрич.

## Загальні відомості
У туристичному путівнику «Високі береги Смотрича» Великий Карабчіїв описують так: «На нашому маршруті ще одне цікаве село — Великий Карабчіїв. Ось із пагорба уже видно, як у глибокій долині в садах біліють і голубіють колгоспі оселі. Але гляньмо поки що праворуч. Уздовж дороги висаджено молоді берізки. Далі, за долиною, чорніє гора Городисько, оповита густим грабчаком. На ній видно руїни старовинного монастиря-фортеці. Тут є сад, який називається Монастирським.
Колись Карабчіїв займав лише лівий горбистий берег Смотрича («Гора»). Тепер село розташоване на обох берегах річки, яка утворює тут серпоподібну петлю. Ліси в урочищах Ганська, Парня мішані, з них переважає граб. Тут багато опеньків. На схід від села, як іти до Лісогірки, місцевість низовинна, заболочена, тож недарма це урочище називають «Жабинцями». Постоявши біля невеличкого гарного ставка і оглянувши старий дерев'яний млин, відправляємося в дальшу путь.» [1]

## Історія
У лісі поблизу села є залишки великого давньоруського городища XI—XIII століть.
В актах XIV—XVI століть Великий Карабчіїв згадується як «Старий Підлісний Карабчіїв».
7 (20) листопада 1917 року, відповідно до Третього Універсалу Української Центральної Ради, увійшло до складу Української Народної Республіки.
05 лютого 1965 року Указом Президії Верховної Ради Української РСР передано Великокарабчіївську сільраду Дунаєвецького району до складу Городоцького району.
З 1991 року в складі незалежної України.
10 серпня 2017 року шляхом об'єднання сільських рад, село увійшло до складу Городоцької міської громади. Об'єднання в громаду має створити умови для формування ефективної і відповідальної місцевої влади, яка зможе забезпечити комфортне та безпечне середовище для проживання людей.
12 червня 2020 року, відповідно до розпорядження Кабінету Міністрів України № 727-р «Про визначення адміністративних центрів та затвердження територій територіальних громад Хмельницької області», увійшло до складу Городоцької міської громади.
19 липня 2020 року, в результаті адміністративно-територіальної реформи та ліквідації Городоцького району, увійшло до складу новоутвореного Хмельницького району.

## Населення
Згідно з переписом УРСР 1989 року чисельність наявного населення села становила 1131 особа, з яких 456 чоловіків та 675 жінок.
За переписом населення України 2001 року в селі мешкали 883 особи.

### Мова
Розподіл населення за рідною мовою за даними перепису 2001 року:
| Мова       | Чисельність | Відсоток |
| ---------- | ----------- | -------- |
| українська | 885         | 99,44%   |
| російська  | 5           | 0,56%    |
| Усього     | 890         | 100%     |

## Символіка
Затверджена 3 листопада 2017 р. рішенням № 2-21/2017 сесії сільської ради. Автор — П. Б. Войталюк.

### Герб
Щит поділений срібною пониженою балкою. В першій лазуровій частині три чорних гори, облямовані сріблом, середня з яких вища, супроводжувані у правому верхньому куті золотим сонцем з шістнадцятьма променями, у лівому верхньому куті золотим півмісяцем в балку ріжками догори, супроводжуваним угорі золотою шестипроменевою зіркою. В другій зеленій частині золота гілка граба з трьома листочками, покладена в балку. Щит вписаний у декоративний картуш і увінчаний золотою сільською короною. Унизу картуша напис «ВЕЛИКИЙ КАРАБЧІЇВ».
Герб означає легенду про походження назви села від слова «карабчі» — чорний ліс — і його розташування біля гори. Срібна смуга означає ріку Смотрич, листочки граба означають навколишні ліси.

### Прапор
Квадратне полотнище поділене горизонтально на чотири смуги — синю, чорну, білу і зелену — у співвідношенні 5:1:1:5. На верхній смузі жовте сонце з шістнадцятьма променями, на нижній жовта гілка граба з трьома листочками, покладена горизонтально

## Світлини

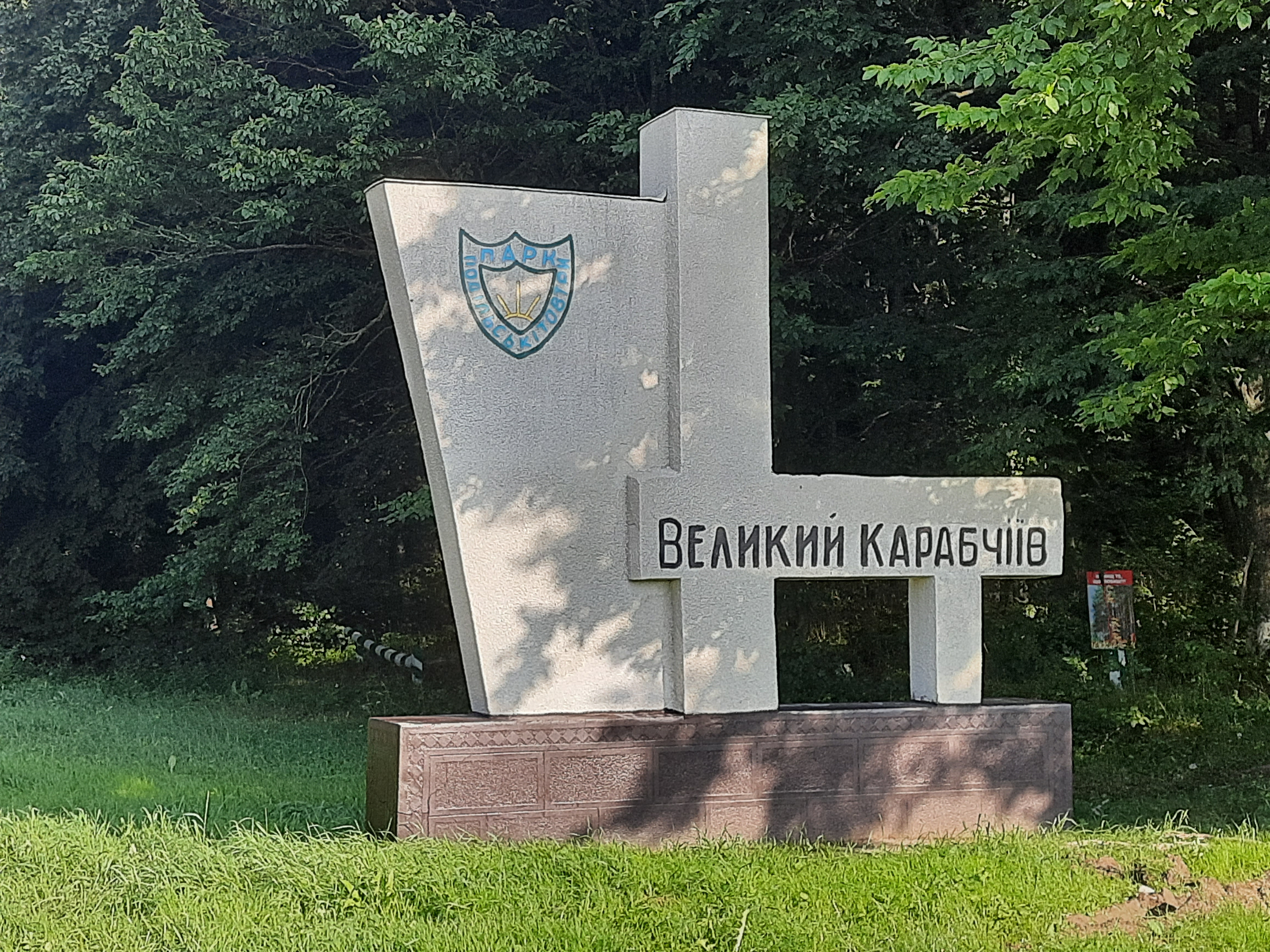
Стела при в'їзді в село
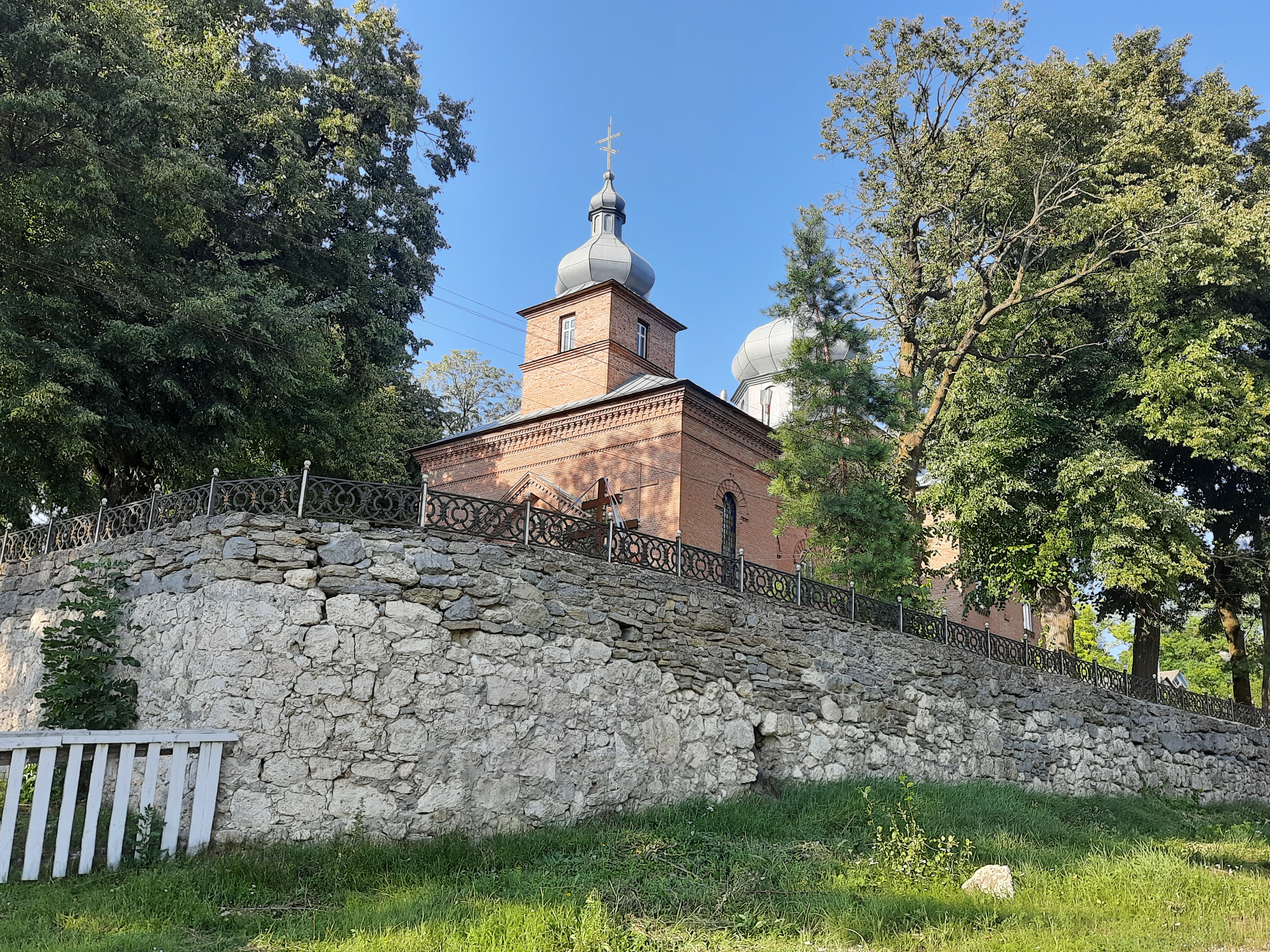
Церква Різдва Пресвятої Богородиці
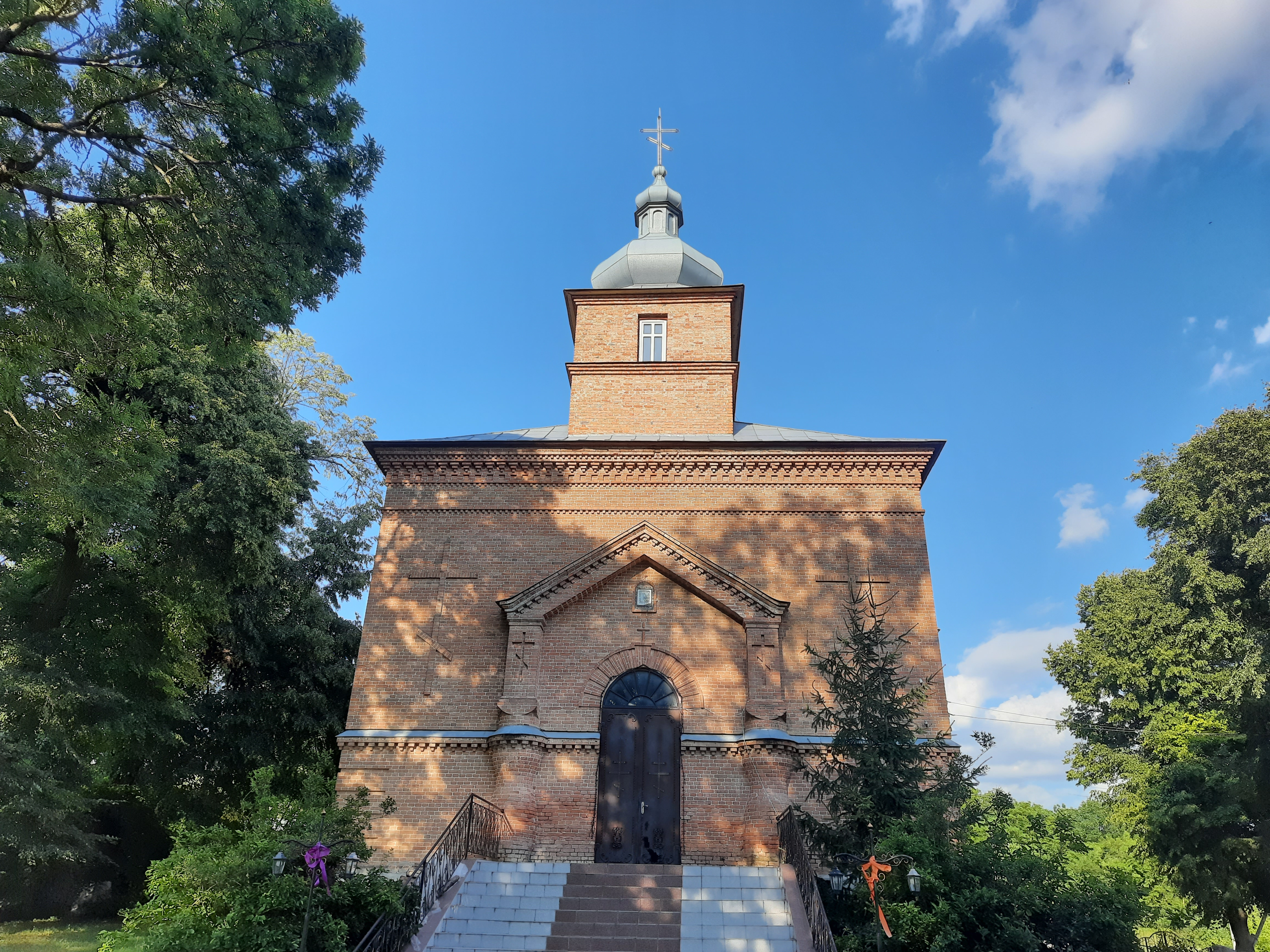
Церква Різдва Пресвятої Богородиці
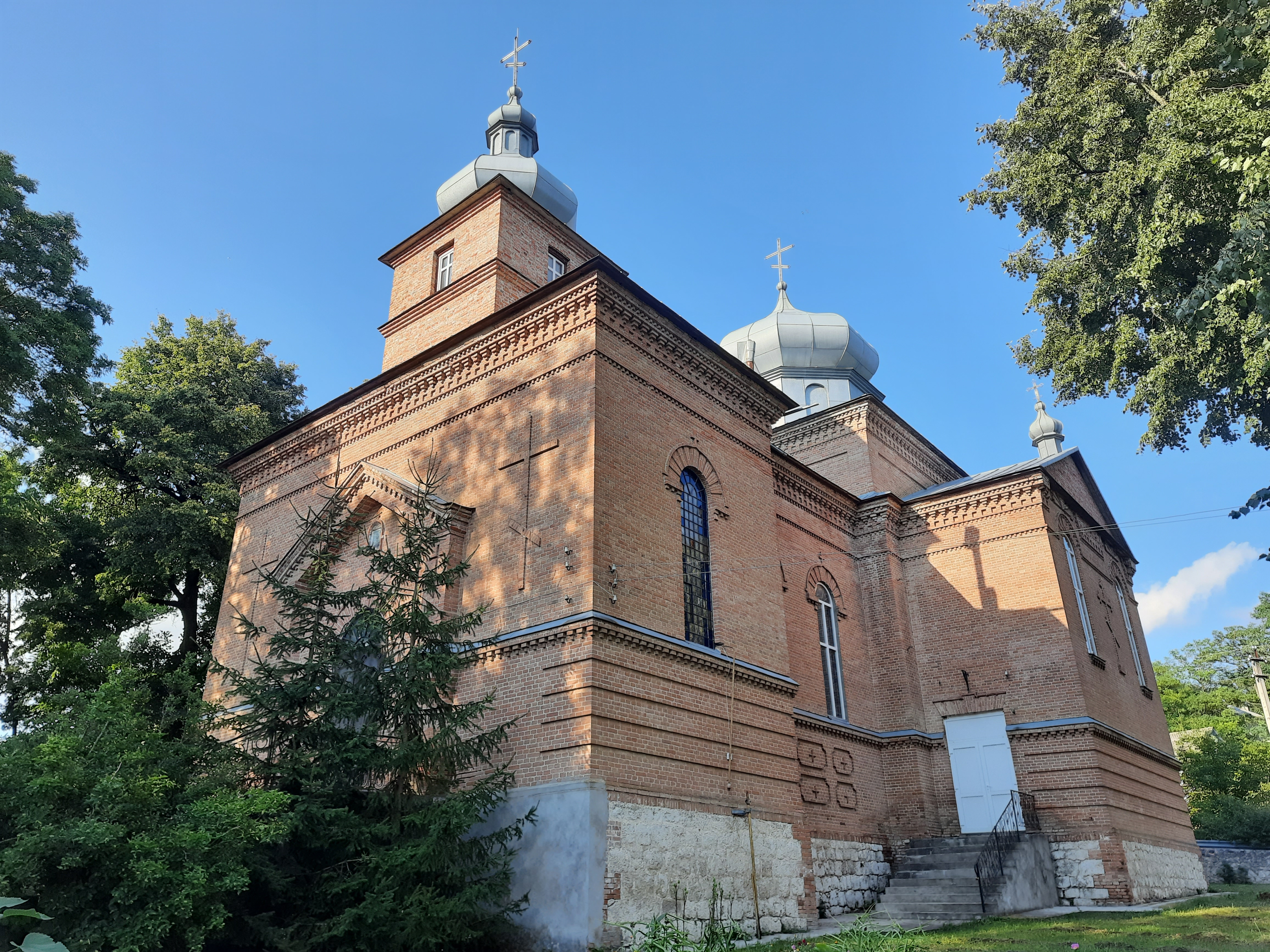
Церква Різдва Пресвятої Богородиці
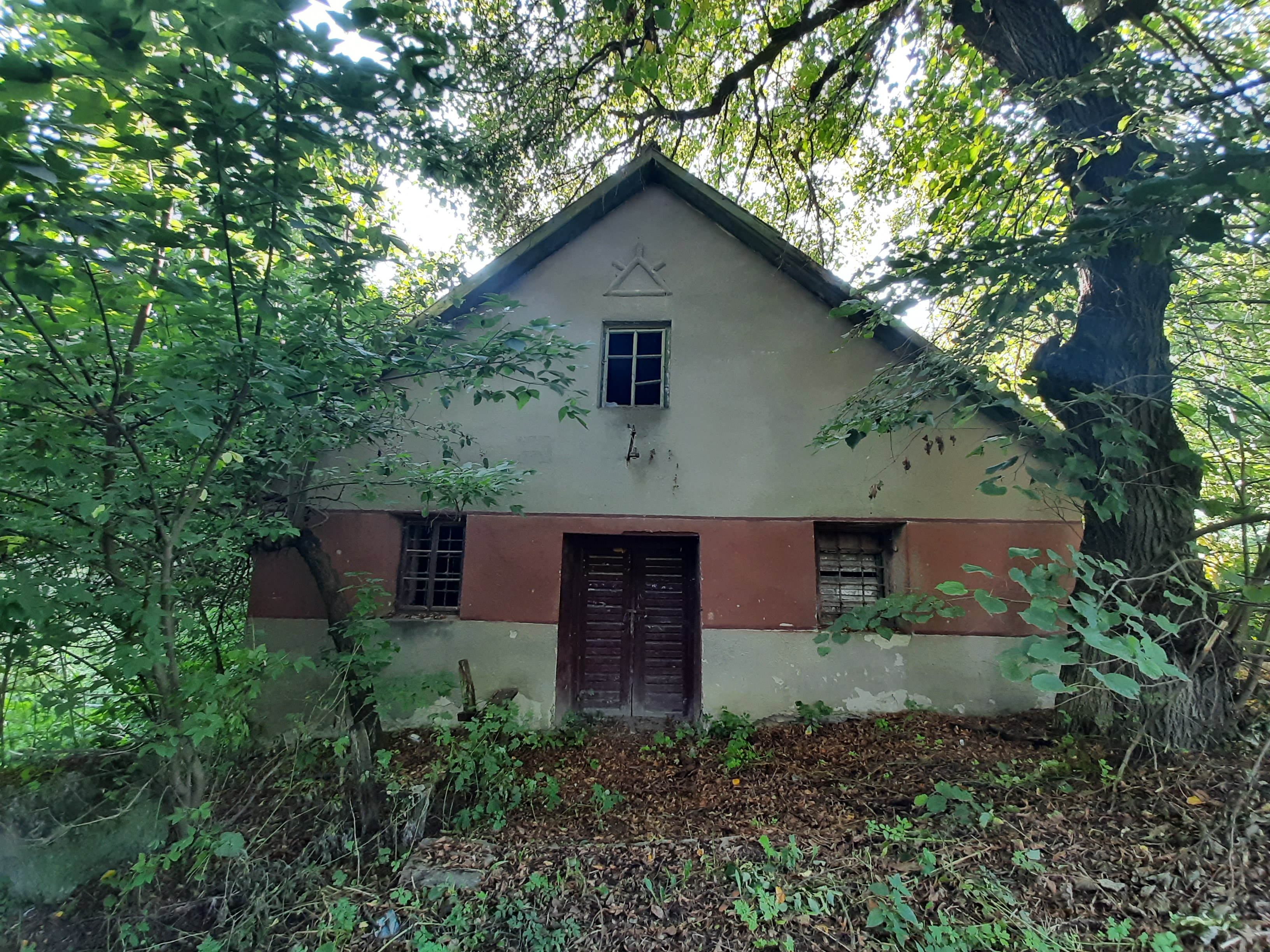
Млин
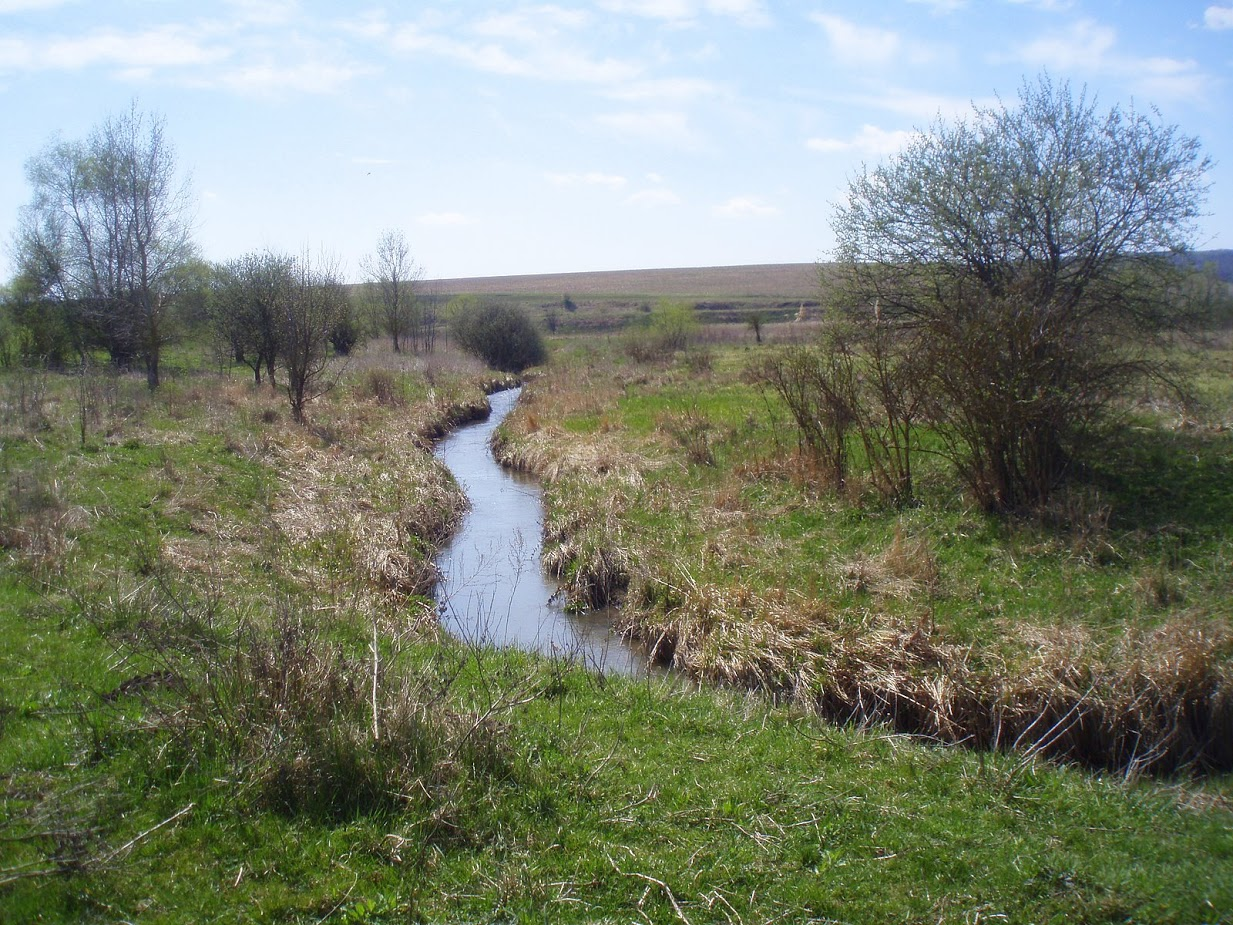
Річка Смотрич
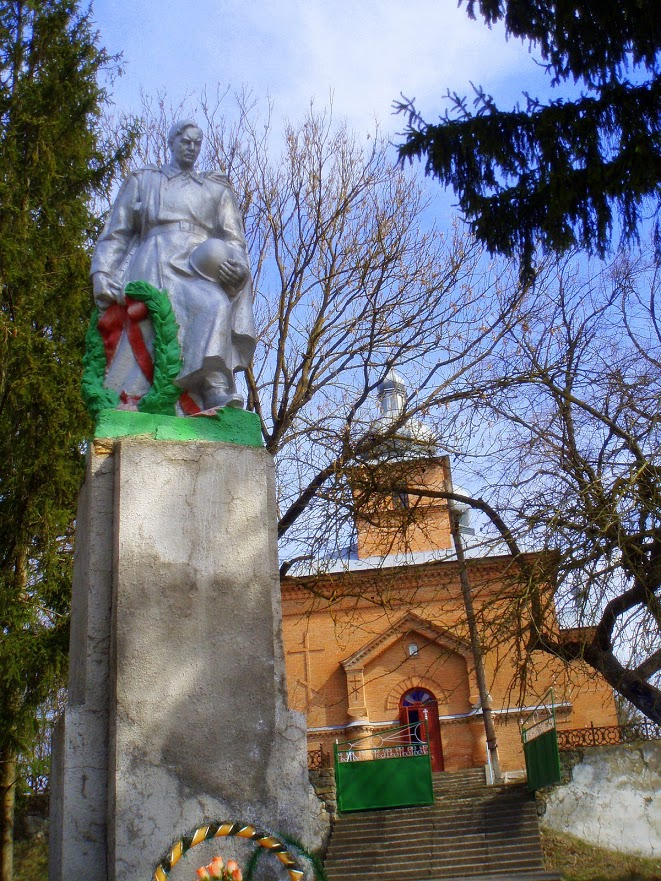
Церква і пам'ятник в селі Великий Карабчіїв